# Абсолютная сотня
«Абсолютная сотня» (серб. Апсолутних сто, Apsolutnih sto) — культовый криминальный фильм с элементами драмы и триллера 2001 года, дебютная работа сербского кинорежиссёра Срджана Голубовича. В главных ролях снимались Вук Костич, Срджан Тодорович, Богдан Диклич и Паулина Манов.

## Сюжет
События фильма разворачиваются в 90- годы в Белграде. Игорь Гордич (Срджан Тодорович) был чемпионом Европы по стрельбе, однако вернувшись домой после участия в одной из Югославских войн он пристрастился к героину и вынужден продавать имущество, доставшееся ему от родителей, чтобы расплатиться с местными наркоторговцами. Задолжав мафии внушительную сумму немецких марок, Игорь продаёт в том числе тир, в котором тренировался его младший брат Саша (Вук Костич), подающий надежды талантливый стрелок, который в скором времени должен выступить на чемпионате Европы по стрельбе во Франции. Новый владелец тира Рунда (Милорад Мандич) заламывает высокие цены, и из-за таких условий Саша не может тренироваться. Несмотря на продажу тира, денег Игорю всё ещё не хватает и его избивают в собственном доме двое громил.
Рунда, оказавшийся местным криминальным воротилой, приглашает Сашу и его девушку Саню (Паулина Манов) в свой ресторан, где предлагает Саше сделку: тренировать бандитов в стрельбе в обмен на бесплатное посещение тира. Саша отказывается и провожает свою девушку (с которой они успели поссориться) до дома, и как только она уходит на него «наезжают» двое бандитов, бывших дома у Игоря. Один из них (Славко Лабович) сообщает парню, что у его брата осталось время до среды, чтобы вернуть долг.  Вернувшись домой, Саша обнаруживает, что Игорь устроил потоп в ванне будучи под действием героина. Убираясь в ванной, Саша находит снайперскую винтовку, спрятанную братом.
Саша встречается с Нешке (Драган Петрович), наркоторговцем, который продаёт товар Игорю, однако тот прогоняет его, несмотря на просьбы молодого человека перестать давать  наркотики его брату. Тем же днём Рунда в грубой форме и угрожая оружием выгоняет Сашу из тира, поскольку там теперь стреляют его друзья-гангстеры. Игоря, который пришёл в тир забрать свои награды за спортивные достижения, Рунда и его подручные избивают до полусмерти. Его друг, инструктор по стрельбе Раша (Богдан Диклич), оказывается не в состоянии ему помочь и с трудом удерживает Сашу от мести. Вечером Саша поджидает Рунду у ресторана, убивает его выстрелом в голову из снайперской винтовки, после чего уезжает на автомобиле.
В связи с убийством Рунды Игоря, как главного подозреваемого и опытного стрелка, допрашивают полицейские, однако увидев, как у того трясутся руки от «ломки», отпускают. Один из полицейских, известный как «Белый» (Борис Исакович), давний знакомый Саши и Игоря, приходит в тир, где устраивает допрос Раше и Гордичу-младшему. После этого Саша перепрятывает оружие. На следующий день Игорь встречается с Нешке. Выясняется, что они знакомы с детства, и когда-то Игорь был популярным парнем, а Нешке завидовавшем ему аутсайдером. Теперь последний не упускает шанса поиздеваться над Игорем: например, посылая того в магазин за блоком сигарет, взамен простив часть долга — тысячу марок. Также Нешке пытается принудить Игоря стать дилером, чтобы у того была возможность оплатить долг.
Саша планирует убийство Нешке: он просит Рашу посидеть с Игорем и посмотреть Олимпиаду, в то время как сам с друзьями идёт на вечеринку в квартире, находящейся недалеко от кафе, принадлежащего наркоторговцу. Таким образом, Саша обеспечивает себе и брату алиби. Отлучившись на несколько минут, молодой снайпер двумя пулями в грудь убивает Нешке и возвращается к друзьям, пока никто не заметил его отсутствия. Белый арестовывает братьев, однако никаких улик против них собрать не может. Однако не всё складывается удачно: новый владелец тира собирается его закрывать, а бандиты, бывшие подручные Нешке, не собираются прощать долг Игорю, дав тому срок в неделю.
Саша на свой день рождения мирится с девушкой, но когда они приходят домой обнаруживают Игоря, который едва не умер от передозировки наркотиков. В ярости Саша хватает винтовку и, прождав несколько часов на крыше многоэтажного дома в ожидании появления бандитов. Когда они подъезжают, Саша промахивается и лишь легко ранит одного из них в ногу. Завязывается перестрелка и последующая погоня, снайперу с трудом удаётся добежать до машины, в которой его ждала Саня. Бандит стреляет вслед уезжающей машине и ранит Саню в плечо. Парень отвозит её к врачу, знакомому Раши.
Игорь узнаёт о поступках младшего брата, требует отдать винтовку и укоряет его, спросив, по какому праву тот взял закон в свои руки. Затем он объясняет, что стал наркоманом, потому как не мог забыть лица и глаза людей, которые он видел в оптическом прицеле на войне. Игорь просит брата уйти, и пока Саша в тире стреляет по мишеням, старший Гордич, сжимая в руках ту самую винтовку, сидит в ожидании рейда полицейского спецназа, так как «Белый» уже нашёл расстрелянную машину, зарегистрированную на имя Игоря и собирается его арестовать. «Белый» врывается в квартиру и Гордич у него на глазах стреляет себе в голову.
На похоронах Игоря «Белый» раскрывает Саше, что знает, кто настоящий стрелок. Он говорит, чтобы тот больше не убивал, иначе Игорь покончил с собой зря. Саша молча уходит, и сидя дома в одиночестве смотрит старый репортаж о том, как Игорь Гордич в 1991 году заработал золотую медаль для Югославии на чемпионате по стрельбе. В конце фильма Саша выступает на чемпионате во Франции, видно как он целится в мишень. Звучит выстрел, идут заключительные титры.

## В ролях
| Актёр            | Роль                                  |
| ---------------- | ------------------------------------- |
| Вук Костич       | Саша Гордич                           |
| Срджан Тодорович | Игорь Гордич                          |
| Богдан Диклич    | инструктор по стрельбе Раша Йованович |
| Паулина Манов    | девушка Саши Саня                     |
| Драган Петрович  | наркоторговец Нешке                   |
| Милорад Мандич   | криминальный авторитет Рунда          |
| Борис Исакович   | сотрудник полиции «Белый»             |
| Славко Лабович   | бандит, подручный Нешке               |

## Награды
- 2002 - Фестиваль сценариев фильмов в Врнячка Баня - Первая премия, приз жюри и критиков[5]